# Sandersville (Geórgia)
Sandersville é uma cidade localizada no estado americano de Geórgia, no Condado de Washington.

## Demografia
Segundo o censo americano de 2000, a sua população era de 6144 habitantes.
Em 2006, foi estimada uma população de 6138, um decréscimo de 6 (-0.1%).

## Geografia
De acordo com o United States Census Bureau tem uma área de 23,9 km², dos quais 23,7 km² cobertos por terra e 0,2 km² cobertos por água. Sandersville localiza-se a aproximadamente 137 m acima do nível do mar.

## Localidades na vizinhança
O diagrama seguinte representa as localidades num raio de 20 km ao redor de Sandersville.